# Шугнанський район
Шугна́нський район (тадж. Ноҳияи Шуғнон) — адміністративна одиниця другого порядку у складі Горно-Бадахшанської автономної області Таджикистану. Центр — село Міденшор, розташоване за 11 км від Хорога.

## Географія
Район розташований у долині річок П'яндж та його правих приток. На півночі межує з Рушанським, на півдні — з Рошткалинським та Ішкашимським, на сході — Мургабським районами Горно-Бадахшанської автономної області, на заході має кордон з Афганістаном.

## Населення
Населення — 35100 осіб (2013; 34800 в 2012, 34500 в 2011, 34300 в 2010, 34300 в 2009, 34300 в 2008, 34600 в 2007).

## Адміністративний поділ
Адміністративно район поділяється на 7 джамоатів:
| Район                  | Площа, км² | Населення, осіб | Центр    | Населені пункти |
| ---------------------- | ---------- | --------------- | -------- | --------------- |
| Ванкальський джамоат   | -          | 5165            | Ванкала  | -               |
| Верський джамоат       | -          | 4690            | Вер      | -               |
| Дарморахтський джамоат | -          | 2588            | Нішусп   | -               |
| Навободський джамоат   | -          | 5772            | Навобод  | -               |
| Поршиневський джамоат  | -          | 7430            | Міденшор | -               |
| Сохчарвський джамоат   | -          | 2452            | Сохчарв  | -               |
| Сучанський джамоат     | -          | 7344            | Пітоб    | -               |

## Історія
Район був утворений 27 жовтня 1932 року у складі Горно-Бадахшанської автономної області Таджицької РСР.